# Dietrich Severin

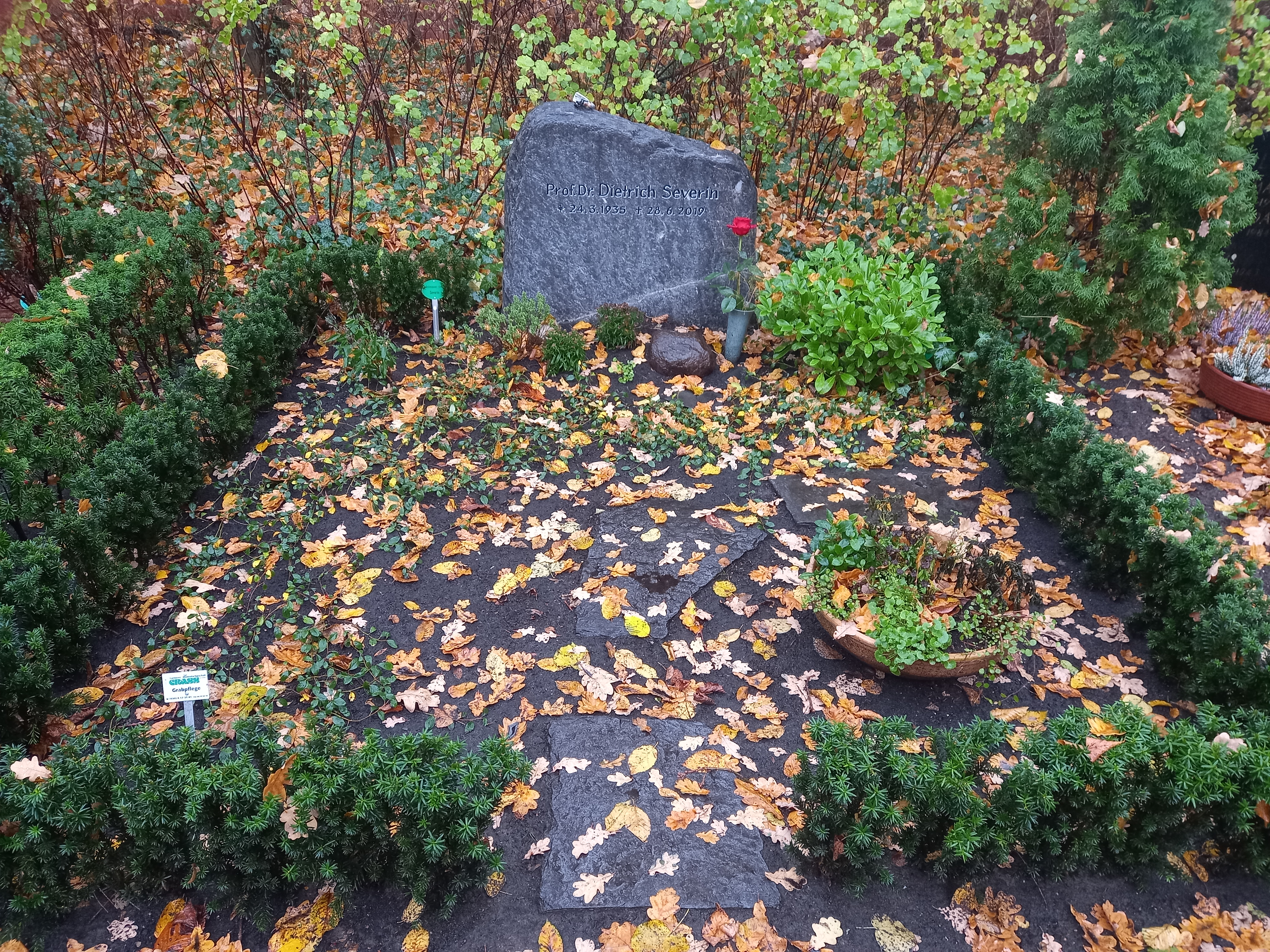
Das Grab von Dietrich Severin auf dem Friedhof Lichterfelde in Berlin

Dietrich Severin (* 24. März 1935 Neustettin; † 28. Juni 2019 Berlin) war Professor an der TU Berlin für Förder- und Getriebetechnik.

## Leben und Wirken
Von 1941 bis 1945 besuchte Dietrich Severin die Volksschule in Lübgust im Landkreis Neustettin und nach der Flucht ab 1946 die Oberrealschulen in Eilenburg (Sachsen), Sasbach in Baden und Neuburg an der Donau, an der er auch 1956 das Reifezeugnis erwarb.
Nach seinem Entschluss Maschinenbau zu studieren, durchlief er 1954 und 1955 das Grundpraktikum bei den Rheinischen Röhrenwerken in Mülheim und bei der Gutehoffnungshütte in Sterkrade und war bei der MAN im Werk Nürnberg als Werkstudent tätig. Dem schloss sich ein Maschinenbaustudium an der TU Berlin an. Während seines Studiums wurde er im Wintersemester 1955/56 Mitglied der Burschenschaft Germania Berlin, 1976 der Burschenschaft Brandenburgia Dortmund. In den Semesterferien absolvierte Severin das Fachpraktikum und arbeitete als Werkstudent bei den Firmen Lederle in Freiburg im Breisgau und Kleinbrahm in Mülheim/Ruhr. 1961 legte er die Diplomprüfung an der TU Berlin auf dem Gebiet der Fördertechnik bei Hans Overlach ab. Im Anschluss wirkte Dietrich Severin bis 1966 als wissenschaftlicher Assistent am Lehrstuhl für Fördertechnik und Getriebetechnik bei Overlach. Abschluss seiner Assistenzzeit bildete die mit „sehr gut“ bewertete Dissertation „Untersuchung an Wälzgetriebepaarungen“.
Nach seiner Promotion trat Severin am 1. April 1966 eine Stelle als Ingenieur bei der Firma Krupp Kranbau in Wilhelmshaven an. Schon am 1. Oktober 1967 wurde er zum Leiter der Maschinenbau-Konstruktionsabteilung „Umschlaganlagen und Bockkrane“ befördert und avancierte mit Wirkung vom 1. Juli 1971 zum Betriebsleiter der gesamten Stahlbau-Konstruktionsabteilung „Umschlaganlagen und Bockkrane“. Aufgrund dieser leitenden Position wurde Severin von der Nordwestlichen Eisen- und Stahl+Berufsgenossenschaft in Hannover zum Sachverständigen für die Prüfung von Kranen ernannt. Seit 1970 arbeitete er in ISO-Drahtseil-Normenausschüssen mit.
Wegen seiner außergewöhnlichen technisch-wissenschaftlichen Kompetenzen und seiner exponierten Stellung in der Industrie wurde Dietrich Severin 1976 von der TU Berlin auf den Lehrstuhl für Förder- und Getriebetechnik berufen, eine Position, die er bis zu seiner Emeritierung mit 68 Jahren innehatte und die er mit hohem Einsatz für die Belange der Forschung und Lehre zu nutzen verstand. Schon ein Jahr nach Severins Berufung erfolgte seine Ernennung zum Leiter des VDI-Arbeitskreises Materialfluß und Fördertechnik.
Dietrich Severin war einer der führenden Forscher auf den Gebieten Brems- und Kupplungstechnik, Fahr- und Antriebssysteme mit Kunststoffrädern, Tribologie und Schmierungstechnik sowie der Fördertechnik und trug in erheblichem Maße zum Ansehen des Maschinenwesens der TU Berlin in der Fachwelt bei. So betreute Severin 20 Dissertationen und übernahm 1996 zusätzlich auch die Leitung des Instituts für Landmaschinen und Ölhydraulik.

## Persönliches
Dietrich Severin war Angehöriger derselben Familie Severin, die um 1600 in Bochum einige Ratverwandte stellte und der auch Carl Theodor Severin (1763–1836) oder Ludwig Severin (1811–1867) entstammten. Er war der Sohn des Diplom-Landwirts und Genealogen Heinrich Severin (1902–1983), hatte zudem drei Schwestern, die in den Jahren 1938, 1941 und 1949 geboren wurden. Seine Frau Ingeborg heiratete er 1961 und hatte mit ihr zwei Kinder.
Severin starb an den Folgen einer Krebserkrankung. Bis zum Schluss erwanderte er mit seiner Frau Mitteldeutschland, sowie auch den Jakobsweg in Spanien oder fuhr größere Strecken mit dem Fahrrad, so beispielsweise von Berlin zur Ostsee.

## Schriften (Auswahl)
- Untersuchungen an Wälzgetriebepaarungen; Bohrmomente, Tangentialkräfte u. Reibwerte in ellipsenförmigen Hertz'schen Berührungsflächen mit kleinen Achsverhältnissen. Dissertation TU Berlin, 1965.
- mit V. Schenk: Verlustlose Bestimmung vom Bewegungs- und Kraftgrößen mittels der Simulation von Realsystemen. In: Konstruktion. 33, 1981,  H. 9, S. 351–359
- Haftreibungszahl und Gleitreibungszahl in Reibpaarungen von Bremsen: Abschlußbericht zum Forschungsvorhaben ERP 2589 für die Kalenderjahre 1987–1989. 1989
- mit anderen: Tagungsband zur Fachtagung Mechanische Bremsen und Kupplungen: Leistungsvermögen neuer Reibwerkstoffen und Bremssysteme – 11. und 12. Okt.1990. Institut für Förder- und Getriebetechnik der Technischen Universität Berlin.
- mit F. Musiol: Der Reibprozeß in trockenlaufenden mechanischen Bremsen und Kupplungen. In: Konstruktion 47(1995), Heft 3, S. 59–68.
- mit X. Liu: Zum Rad-Schiene-System in der Fördertechnik. Berechnung und beanspruchungsgerechter Einsatz von Kunststoffrädern. In: deutsche hebe-und fördertechnik dfh 1999, Heft 5, S. 40–46.

## Nachweise
1. ↑  Burschenschaftliche Blätter. 2019 Nr. 3, S. 142.
2. ↑  DIN-Normenausschuss Stahldraht und Stahldrahterzeugnisse (NAD). Abgerufen am 28. Oktober 2019.
3. ↑  Maschinenbau. In: Forschung und Lehre an der Technischen Universität Berlin heute. Pressestelle TU Berlin, abgerufen am 28. Oktober 2019.
4. ↑  Traueranzeige. (PDF) Technische Universität Berlin, abgerufen am 28. Oktober 2019.
5. ↑  Heinrich Severin: Familiengeschichte Severin, 2. Teil, S. 9b.

| Personendaten    | Personendaten                                        |
| ---------------- | ---------------------------------------------------- |
| NAME             | Severin, Dietrich                                    |
| KURZBESCHREIBUNG | deutscher Maschinenbauingenieur und Lehrstuhlinhaber |
| GEBURTSDATUM     | 24. März 1935                                        |
| GEBURTSORT       | Neustettin                                           |
| STERBEDATUM      | 28. Juni 2019                                        |
| STERBEORT        | Berlin                                               |